# Tjay De Barr
Tjay De Barr, né le 13 mars 2000 à Gibraltar, est un footballeur international gibraltarien qui évolue au poste d'avant-centre pour les Lincoln Red Imps.

## Biographie

### En club
De Barr passe par l'académie du Lincoln Red Imps, et réalise notamment en 2015 un essai avec le club anglais de Peterborough United. En 2017, il est prêté à Europa Point, afin d'aider l'équipe nouvellement promue dans sa lutte pour le maintien au cours de la saison 2016-2017. Il joue 11 matchs, mais ne permet pas à son équipe d'éviter la relégation. Ses performances impressionnent toutefois le manager de Lincoln, Julio César Ribas, qui choisit de l'utiliser plus souvent la saison suivante. De Barr remporte son premier trophée principal en septembre 2017, en marquant le penalty de la victoire lors de la Supercoupe de Gibraltar. Il marque son premier but au cours du jeu, pour les Red Imps, le 20 février 2018, à l'occasion d'un match de la Coupe de Gibraltar contre Glacis United. Le 29 mai 2018, il annonce sa signature pour l'équipe rivale d'Europa. 
De Barr fait ses débuts en faveur du club d'Europa le 12 août 2018, lors de la Supercoupe de Gibraltar 2018 contre son ancien club des Lincoln Red Imps. Ses performances au cours des derniers mois de 2018 lui valent notamment une nomination en tant que meilleur jeune sportif de son pays.  
Après avoir impressionné à la fois en club et en équipe nationale, il est annoncé en janvier 2019 que De Barr a réalisé un essai avec une équipe portugaise de Primeira Liga, qui se révèle être Rio Ave. Le 19 février, il effectue également un essai avec le club espagnol de Las Palmas.   
Le 21 mars 2019, De Barr signe finalement avec le club espagnol du Real Oviedo.    

### En sélection
De Barr représente Gibraltar avec toutes les sélections de jeunes, des moins de 16 ans jusqu'aux moins de 21 ans.
Il fait ses débuts avec Gibraltar le 25 mars 2018, en entrant en jeu contre la Lettonie et récupérant un coup franc, ensuite converti par Liam Walker, ce qui permet à Gibraltar d'obtenir une retentissante victoire 1-0. De Barr devient par la suite un habitué de l'équipe lors de sa campagne en Ligue des nations de l'UEFA, marquant son premier but international le 16 novembre contre l'Arménie, ce qui fait de lui le plus jeune buteur de la Ligue des nations de l'UEFA.

## Palmarès
Lincoln Red Imps
- Gibraltar Premier Division
  - Champion en 2017-2018
- Coupe Pepe Reyes
  - Vainqueur en 2017

 Europa FC
- Coupe Pepe Reyes
  - Vainqueur en 2018